# اشرف جمیل
اشرف جمیل (انگلیسی: Ashraf Gamil؛ زادهٔ ۱ آوریل ۱۹۴۶) بازیکن واترپلو اهل مصر بود.